# Вітрила мого дитинства
«Вітрила мого дитинства» — радянський художній фільм 1981 року, знятий на кіностудії «Білорусьфільм».

## Сюжет
1918 рік. Невелике містечко на Могилівщині охоплене революційними подіями. Безпритульний Стьопка Царьов, що заплутався у своїх спостереженнях за міським життям, одного разу зустрічає моряка-балтійця. Голова ревкому Лозовик стає хлопчику справжнім другом і допомагає йому знайти своє місце в драматичних подіях тих років.

## У ролях
- Дмитро Прокопчук — Стьопка Царьов
- Денис Германов — Тимошка
- Станіслав Гнєздилов — Шупик
- Віктор Тарасов — Василь Макарович Лозовик
- Едуард Марцевич — Зарецький
- Іван Мацкевич — Мурашка
- Ніна Піскарьова — Зоя Василівна
- Андрій Душечкін — Заєць
- Юрій Баталов — Степанов
- Олександр Безпалий — бандит
- Володимир Грицевський — бандит
- Анатолій Гур'єв — Анікейчик
- Олександр Кашперов — бандит
- Михайло Матвєєв — червоноармієць
- Людмила Мацкевич — Анна Павлівна
- Тамара Муженко — член ревкому
- Ніна Розанцева — торговка
- Володимир Січкар — Кравченко
- Анатолій Фещенко — епізод
- Анатолій Чарноцький — Свідерський
- Ростислав Шмирьов — млинар
- Юрій Шульга — член ревкому
- Петро Юрченков — бандит
- Олександр Мокрушин — епізод
- Олена Мацкевич — Олена
- Тетяна Чекатовська — торговка
- Олександра Зиміна — бабка з півнем

## Знімальна група
- Режисер — Леонід Мартинюк
- Сценарист — Василь Хомченко
- Оператор — Григорій Масальський
- Композитор — Олег Янченко
- Художник — Володимир Дементьєв